# Horacio Carrillo
Horacio Carrillo (San Salvador de Jujuy, 3 de junio de 1887 - íd., 28 de septiembre de 1955) fue un abogado, escritor y político argentino, que ejerció como gobernador de la Provincia de Jujuy entre 1918 y 1921.

## Biografía
Era hijo de Juan Pablo Carrillo, político conservador que había sido senador nacional. Se recibió de abogado en la Universidad Nacional de Córdoba. Fue docente y Vicerrector del Colegio Nacional de San Salvador de Jujuy, "Teodoro Sánchez de Bustamante". Ejerció como fiscal en los Tribunales de su provincia natal.
Identificado con la Unión Cívica Radical, fue diputado provincial por el Departamento Ledesma entre 1913 y 1917.
Fue elegido gobernador de su provincia natal el 2 de marzo de 1918, asumiendo el cargo el día 5 de abril. Fue el primer gobernador radical de su provincia, y uno de los más jóvenes. El segundo lugar en estas elecciones fue para la Unión Cívica Radical, fracción roja; Carrillo logró mantener la paz entre ambas fracciones, que colaboraron en su acción. Fueron sus ministros Ernesto Claros y Víctor Silvetti, sucesivamente, en Gobierno, y Froilán Calvetti, Ernesto Sourrouille y Pablo Arroyo, en Hacienda.
Su gobierno se dedicó a ciertas obras públicas, como la terminación de la Casa de Gobierno provincial y el monumento a Manuel Belgrano.
Se preocupó por extender en gran cantidad de localidades del interior los servicios de agua corriente, los sistemas de desagüe y de cloacas. Inauguró una extensa campaña de lucha contra el paludismo y el primer quirófano de la provincia.
Construyó varios caminos, entre ellos el que unía la capital con San Pedro por la cuesta de Zapla, y varios otros destinados a favorecer el tránsito y la economía provinciales. Se reglamentó la actividad minera en la provincia, imponiéndosele impuestos directos a la misma, con excepción de la extracción de sal, actividad que era generalmente realizada por la población más pobre de la Puna.
Logró que el Banco Hipotecario Nacional cediera a la provincia extensos latifundios de la región puneña, para su reparto en propiedad entre los campesinos de la región.
Durante su gobierno se extendió poderosamente la industria azucarera, que pasó a ser la principal actividad económica de la provincia.
Al final de su período de gobierno se produjo un principio de conflicto entre las distintas fracciones del radicalismo, que Carrillo resolvió proponiendo para sucederlo al empresario Mateo Córdova, que fue aceptado por todas las partes, aunque en el futuro su gobierno sería presa de esta división.
Concluido su período de gobierno fue embajador en Bolivia durante más de diez años y miembro de la Comisión Mixta Internacional de Asuntos Argentino-Bolivianos fue premiado con el título de doctor honoris causa por la Universidad de Chuquisaca y la Gran Cruz del Cóndor de los Andes, del gobierno de Bolivia. Fue también corresponsal del diario La Nación en La Paz.
Más tarde fue también embajador en Cuba, República Dominicana y Panamá.
Falleció el 28 de setiembre de 1955.

## Obra literaria
Entre sus obras se pueden citar:
- Jujuy y su bandera (1920)
- El ferrocarril al Oriente boliviano (1922)
- Los límites con Bolivia (1925)
- La quinua (1927)
- Páginas de Bolivia (1928)
- Tres novelas jujeñas
- Los fueros de la prensa
- Humahuaca